# PaRappa the Rapper (anime)
PaRappa the Rapper ( パラッパラッパ Parapparappā) es una serie de televisión de anime japonés basada en el videojuego del mismo nombre, que fue transmitida a través de Fuji TV en Japón desde el 14 de abril de 2001 hasta el 11 de enero de 2002. Fue creada por Masaya Matsuura y Rodney Greenblat, escrita por Yoshio Urusawa y dirigida por Hirokai Sakurai. Su banda sonora fue compuesta por Masaya Matsuura, Yoshihiba Suzuki y Yasushi Kurobane, y el tema principal es la canción japonesa: "Love Together". Se emitió solo en Japón. Estaba dirigida principalmente a niños de entre 3 y 8 años.

La serie, originalmente tiene una cantidad de 18 actores de voz, los cuales son: Miyu Irino, Masami Kikuchi, Kenichi Suzumura, Mika Kanai, Rina Nakayama, Akiko Kobayashi, Masashi Ebara, Ryo Naito, Akio Suyama, Mikko, Kunihiko Yasui, Ryu Watabe, Yoshito Yasuhara, Yuji Mitsuya, Norio Wakamoto y Masako Nowaza.

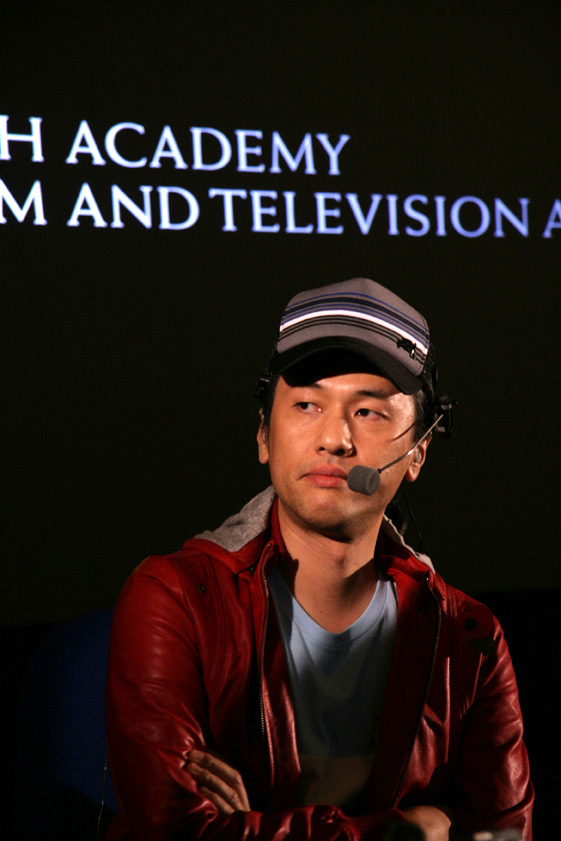
Masaya Matsuura, el creador de la serie y de la saga

## Argumento
La serie se centra en PaRappa Rappa (パ ラ ッ パ ラ ッ パ ー), alias PaRappa the Rapper (o simplemente PaRappa ), un rapero y con una sonrisa permanente. PaRappa está enamorado de Sunny Funny, es feliz con la música, el baile y a menudo pasa tiempo con sus amigos. Sus aventuras generalmente lo llevan a situaciones difíciles, que contrarresta con su frase "¡Tengo que creer!", lo cual lo lleva a salir adelante.

## Animación
El número de fotogramas por segundo de animación son 12, y se requerían más de 12000 fotogramas para completar un capítulo de la animación. Los gestos con los que los personajes representan sus emociones están hechos con 5 y 6 fotogramas.

## Tema principal
La canción principal se llama Love Together, cantada en inglés y japonés producida originalmente por el estudio Warner Music Japan. La única diferencia para la introducción de la serie es que los compositores hicieron un remix que termina con la palabra "Love!"

## Personajes

### Principales
- PaRappa: Es un perro antropomórfico feliz, al que le gusta la música y el baile. Está enamorado de Sunny Funny e intenta conseguir su amor.
- Sunny Funny: es una niña con forma de flor enamorada de PaRappa, le gusta la naturaleza y odia la violencia.
- Matt Major: Es un perro antropomórfico al igual que PaRappa, le gusta jugar al baloncesto con P. J. y pasar al rato con sus amigos.
- P. J. "DJ" Berri: es un oso amigable y callado que pasa tiempo con sus amigos, su cara es neutral y sin emociones, le gusta la comida y es DJ.
- Katy Kat: es un gato femenino celeste al que le gusta pasar las semanas con su mejor amiga Paula.
- Paula Fox: es un zorro femenino y es la mejor amiga de Katy, de vez en cuando convive con PaRappa.

### Secundarios
- Pulpo Peluquero: es un pulpo antropomórfico azul y a la vez rojo, cuya ocupación es ser peluquero
- MC King Kong Mushi: es una araña masculina adicto a la discoteca, es el entrenador y aliado de P. J..
- Gaster: es un conejo morado, enemigo de PaRappa por algunos momentos. Le gusta tener ideas malvadas con Groober.
- Pinto: es un perro femenino, es la hermana menor de PaRappa.
- Groober: es un obeso morado, compañero de Gaster, que le ayuda en sus ideas.
- Chop Chop Maestro Cebollino: es un Cebollino con cuerpo que es el entrenador principal de karate.

## Transmisión
Se transmitió el 14 de abril de 2001 en la cadena Fuji TV en la ciudad de Tokio, Japón. En Japón se dejó de transmitir el 11 de enero de 2002.

## Producción
Durante la producción de PaRappa the Rapper 2, Sony quería desarrollar la serie para niños de 7 años con el fin de impulsar las ventas. A Rodney Greenblat, el director de los videojuegos, se le pidió que diseñara nuevos personajes que aparecieran en el anime. Sin embargo, no se le permitió trabajar en la serie en absoluto aparte del diseño de personajes, ya que el equipo de anime no quería que nadie se alejara de la producción del segundo videojuego. En una entrevista con Gamasutra, Greenblat expresó su frustración por la producción del anime.

No conecté con los niños, no le gustó. Y la franja horaria en la que estaba resultó ser un desastre. Se hizo gran negocio, tenía un espacio privilegiado para niños pequeños, pero los juegos de béisbol seguían siendo reemplazados. Había dos casas de animación diferentes haciendo el programa, y cada una tenía un estilo ligeramente diferente y eso realmente me estaba molestando; mis personajes se veían un poco diferentes de un episodio a otro.
-Greenblat en la entrevista

## Actores
| Doblaje          | Personaje y tipo            |
| ---------------- | --------------------------- |
| Miyu Irino       | PaRappa                     |
| Masami Kurumada  | P. J Berri                  |
| Kenichi Suzumura | Matt Major                  |
| Mika Kanai       | Sunny Funny                 |
| Rina Nakayama    | Katy Kat                    |
| Akira Kobayashi  | Paula Fox                   |
| Masashi Ebara    | Chico cuadrado              |
| Ryo Naito        | Gaster                      |
| Akio Suyama      | Groober                     |
| Mikko            | Pinto                       |
| Kunihiko Yasui   | Papá PaRappa                |
| Ryu Watabe       | Chop Chop Maestro Cebollino |
| Yoshito Yasuhara | Prince Fleasllow            |
| Yuji Mitsuta     | Pulpo peluquero             |
| Norio Wakamoto   | MC King Kong Mushi          |
| Masako Nozawa    | Hermana Maiz                |

### Sobre la saga
- PaRappa the Rapper
- PaRappa the Rapper 2
- PlayStation
- Sony